# Vezza d'Alba
Vezza d'Alba (en français Vez) est une commune italienne de la province de Coni, dans la région Piémont.

## Administration
| Période                                  | Période | Identité | Étiquette | Qualité |
| ---------------------------------------- | ------- | -------- | --------- | ------- |
|                                          |         |          |           |         |
| Les données manquantes sont à compléter. |         |          |           |         |

### Hameaux
borbore, borgonuovo, socco, madernassa, riassolo

### Communes limitrophes
Canale, Castagnito, Castellinaldo, Corneliano d'Alba, Guarene, Montaldo Roero, Monteu Roero.

## Jumelages
Vezza d'Alba est jumelée avec :
- Jonquières-Saint-Vincent (France).